# Feuilla
Feuilla település Franciaországban, Aude megyében. Lakosainak száma 107 fő (2022. január 1.). Feuilla Caves, Embres-et-Castelmaure, Fitou, Fraissé-des-Corbières, Roquefort-des-Corbières, Treilles és Opoul-Périllos községekkel határos.

## Népesség
A település népességének változása:
| Lakosok száma | 106  | 70   | 68   | 96   | 94   | 100  | 104  | 110  | 110  | 107  |
|               | 1968 | 1982 | 1990 | 2006 | 2013 | 2015 | 2017 | 2019 | 2020 | 2022 |